# ويندو ميكر
 ويندو ميكر (بالإنجليزية: Window Maker)‏ مدير نوافذ حر ومفتوح المصدر لنظام النافذة اكس. للسماح بتشغيل التطبيقات الرسومية على الأنظمة الشبيهة بيونكس. ويندو ميكر موضوع تحت بنود رخصة جنو العمومية.